# Ш-37
Ш-37 — советская авиационная пушка калибра 37 мм, созданная в ОКБ-15 конструктором Борисом Шпитальным.
С конца 1930-х и в 1940-е годы Б. Шпитальный занимался разработкой авиационных пушек калибра 37 мм и 45 мм, которые получили обозначение Ш-37 и Ш-45.
В 1938 году на ташкентском авиационном заводе № 84, коллектив конструкторов под руководством Николая Поликарпова построил прототип двухмоторного самолёта-штурмовика ВИТ-2 — «Воздушный истребитель танков второй», в крыльях которого устанавливались две пушки Шпитального Ш-37. Самолёт серийно не производился.
В 1940 году, после того как Красная Армия приняла на вооружение 37-мм зенитную пушку 61-К, руководство ВВС приняло решение оснастить часть истребителей и часть предстоящей серийной серии штурмовиков Ил-2 37-мм авиапушкой, способной стрелять таким же снарядом. Шпитальный разработал оружие с газовым приводом и магазинным питанием, в котором, однако, использовался менее мощный снаряд, чем у пушки 61-К.
К началу 1941 г. опытный образец Ш-37 прошел лётные испытания на истребителе ЛаГГ-3. Установленная на ЛаГГ-3 пушка вместе с магазином весила 208,4 кг. В этом тесте он достиг скорострельности 184 выстрела в минуту.
На оружейном Заводе № 74 в Туле в 1941 году было произведено 40 пушек Ш-37 и в 1942 году — ещё 196 штук.
- В 1941 году 37-мм пушка Шпитального устанавливалась на истребитель ЛаГГ-3.
- На истребители Як-7 устанавливалась модификация: пушка МПШ-37 — Мотор-Пушка Шпитального калибра 37 мм, самолёт получил индекс Як-7-37.
- Штурмовики Ил-2 вооружались модификацией под индексом пушка ШФК-37 — Шпитального Фюзеляжно-Крыльевая калибра 37 мм, которая размещалась в баках под крылом самолёта.